# Dilophia salsa
Dilophia salsa är en korsblommig växtart som beskrevs av Thomas Thomson. Dilophia salsa ingår i släktet Dilophia och familjen korsblommiga växter. Inga underarter finns listade i Catalogue of Life.